# Abbaye Sainte-Lucie de Cologne
L’abbaye Sainte-Lucie est une abbaye des servites de Marie à Cologne.

## Histoire
Les circonstances de l'établissement de l'abbaye des servites à Cologne ne sont pas connues. En 1629, ils laissent leur maison sur Marzellenstrasse en face de l'église Saint-Acace aux Jésuites en échange d'un terrain au Unter Goldschmied 32/34, où les travaux de construction datent en 1632. En 1639, cependant, ils achètent leur monastère de Filzengraben aux Clarisses, qui s'installent à Neumarkt. Le commissaire de l'archevêque de Cologne, auquel les Servites sont subordonnés, introduit le cloître dans le monastère le 15 janvier 1641, après quoi le couvent prospère.
La chapelle Sainte-Lucie, reprise par les clarisses, était un bâtiment de hall construit en 1612-1613, exposé à la rue par cinq fenêtres à entrelacs ogivales et des fenêtres ovales au-dessus. La salle de la chapelle mesure 18 mètres de long et 8 m de large.
En 1802, pendant la sécularisation, le couvent est dissous et en 1805 la chapelle fermée. Une usine de laine est installée dans les bâtiments conventuels, mais la chapelle reste une chapelle privée pour les propriétaires, la famille Hirn. La famille Hirn cache secrètement des trappistes de Darfeld jusqu'en 1814. En 1857, la chapelle Sainte-Lucie et les bâtiments du monastère sont démolis, l'église évangélique de la Trinité est construite à leur place.